# Sebastian Fini
Sebastian Fini Carstensen (født 26. marts 1995) er en cykelrytter fra Danmark, hvis primære disciplin er mountainbike.

## Meritter
2012
 DM i mountainbike for juniorer (XCO)
2013
 DM i cykelcross for juniorer
2014
 DM i mountainbike (XCO)
2015
 DM i cykelcross for U23
 DM i mountainbike (XCO)
2016
 DM i cykelcross for U23
2. plads, DM i mountainbike (XCO)
2017
2. plads, DM i cykelcross
 DM i mountainbike (XCO)
2018
 DM i cykelcross
 DM i mountainbike (XCO)
2019
 DM i cykelcross
 DM i mountainbike (XCO)
2020
 DM i cykelcross
 DM i mountainbike (XCM)
2021
 DM i cykelcross
2022
 DM i mountainbike (XCO)
2023
 DM i cykelcross
 DM i mountainbike (XCO)
 DM i mountainbike (XCC)
2024
 DM i mountainbike (XCO)
 DM i mountainbike (XCC)